# Mosteiro Putuo Shan Na América Do Sul
Mosteiro Putuo Shan Na América Do Sul is een boeddhistische tempelorganisatie in Zuid-Amerika. Het heeft tempels in Brazilië en Argentinië. Het houdt zich bezig met het verspreiden van de dharma (boeddhisme) in dit continent. De meeste mensen die bij de organisatie betrokken zijn, zijn overzeese Chinezen afkomstig uit Taiwan.
Mosteiro Putuo Shan Na América Do Sul werd 24 maart 2000 gesticht in São Paulo (stad). Het kantoor is te vinden in de Templo Amitabha in Vila Mariana. Deze tempel werd in 1964 gesticht en is de oudste Chinese boeddhistische tempel.

## Tempels
- Templo Budista Tzong Kuan in Buenos Aires
- Templo Amitabha in Sao Paolo